# قرة دره
قرة دره وهي قرية تتبع مدينة الدبس وتقع في محافظة كركوك شمال العراق.